# Déry Tibor
Déry Tibor (Budapest, 1894. október 18. – Budapest, 1977. augusztus 18.) Kossuth- és Baumgarten-díjas magyar író, költő. Több külföldi akadémia dísztagja (Berlin, Hamburg, Mainz stb.). Álnevei: Dániel Tibor, Verdes Pál.

## Élete

### Ifjúsága (1894–1920)
Déry Tibor jómódú polgári zsidó család gyermekeként Budapesten született, a Wesselényi utca 13-as számú házban, ami az édesapja tulajdona volt. Édesapja Déry Károly (Deutsch) ügyvéd, édesanyja Rosenberg Ernesztin, aki gazdag osztrák család sarja volt. A Budapesti Kereskedelmi Akadémia elvégzése (1911) után egy évet töltött nyelvtanulással Sankt Gallenben. 1913-tól öt éven keresztül tisztviselőként dolgozott a Nasici Rt.-nél, először az erdélyi Galócáson, majd Budapesten.
Ezen évek alatt főleg írással foglalkozott. Lia című kisregényével 1917-ben az Érdekes Újság pályázatán keltett feltűnést. Ekkortól két éven keresztül számos verse és novellája jelent meg a Nyugatban. Az első világháború után, 1918–1919 fordulóján tagja lett a Kommunista Pártnak, a Magyarországi Tanácsköztársaság ideje alatt pedig beválasztották az Íródirektóriumba. A Tanácsköztársaság bukását követően letartóztatták. Szabadulása után házasságot kötött Pfeifer Olgával, Pfeifer Salamon és Schwarcz Mária lányával Budapesten, az Erzsébetvárosban, 1920. július 25-én. Később közösen az emigrációt választották.

### Emigráció (1920–1926)
Először Bécsbe ment, ahol a Bécsi Magyar Újság munkatársa lett, itt ismerkedett meg Németh Andorral. 1923-ban Szilasi Vilmos segítségével a bajorországi Feldafingba költözött, ekkor a bécsi Ma és a berlini Sturm munkatársa volt. 1924-ben Párizsban telepedett le, majd 1926-ban az olaszországi Perugiában, ahol megírta Az óriáscsecsemő című művét, amely a magyar avantgárd egyik kiemelkedő darabja.

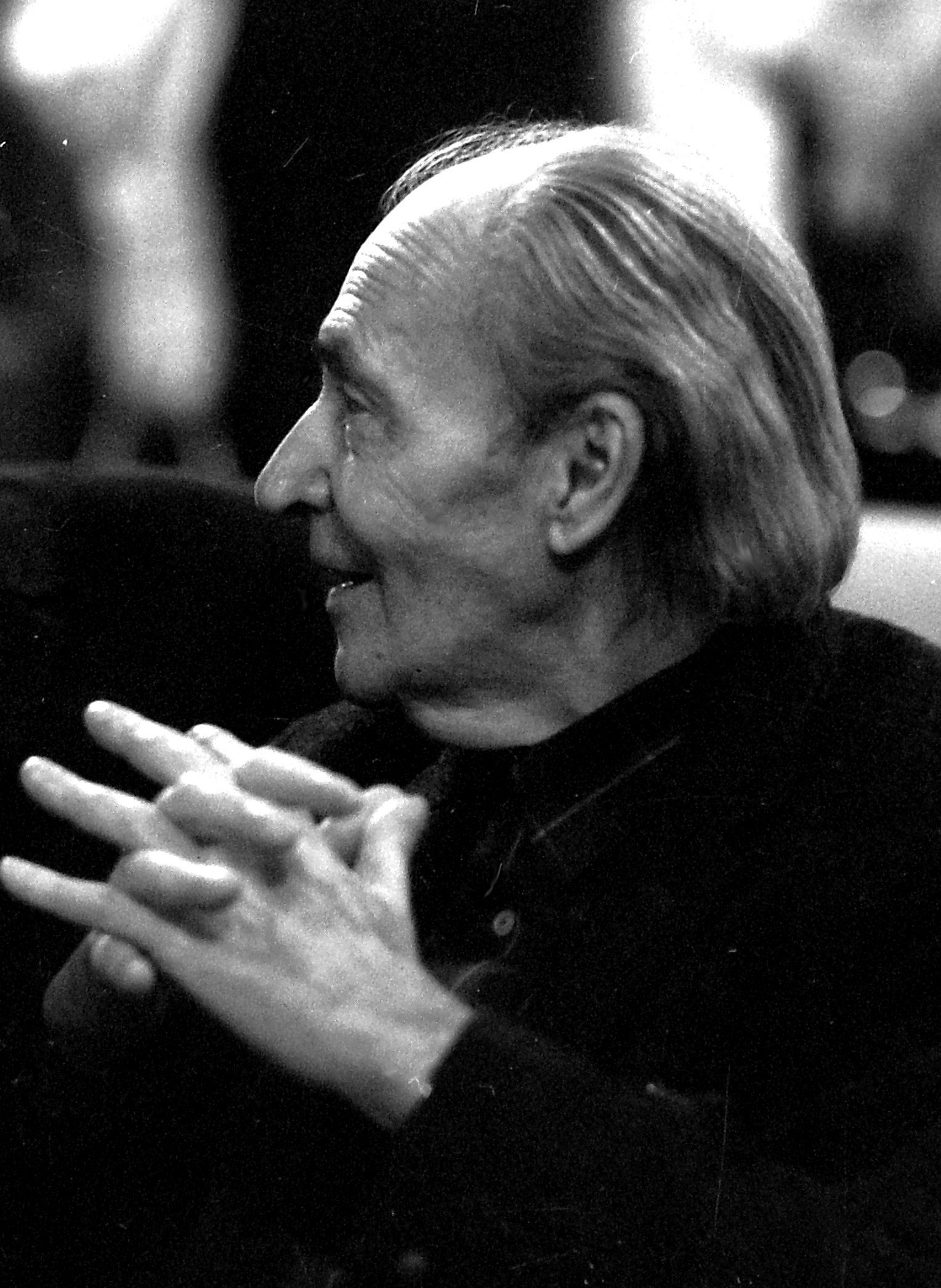
Déry Tibor (1971)

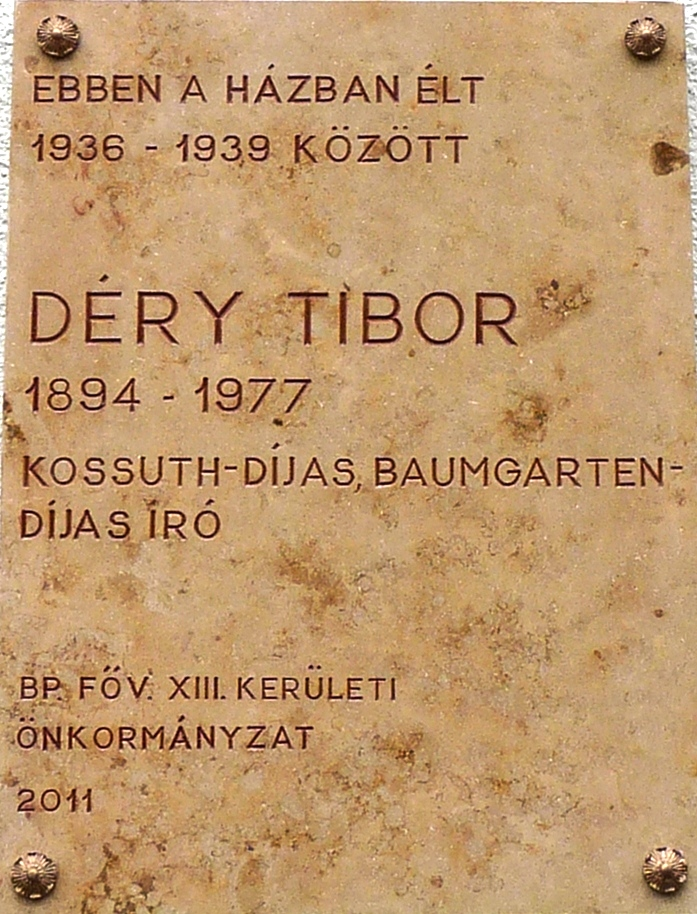
Déry Tibor emléktáblája egykori lakhelyén (Budapest, XIII. kerület Jászai Mari tér 5.

### Az emigráció után (1926–1945)
1926-ban visszatért Budapestre, ámde a későbbiekben is sokat utazott külföldre hónapokra vagy akár évekre is. 1928-ban elvált Pfeifer Olgától. 1934-ben Bécsben részt vett a Schutzbund felkelésében, s elkezdte írni A befejezetlen mondat című háromkötetes regényét, amelyet 1937-ben fejezett be, de csak egy évtized múltán adtak ki. Ezután kénytelen volt elhagyni Bécset, Spanyolországba menekült. Ebben az időben írásait nem közölték túl nagy számban, művek fordításával kereste meg kenyerét, ill. a zsidótörvények után (1942) álneveken ponyvákat, szórakoztató elbeszéléseket írt. Magyarország német megszállása (1944. március 19.) után bujkálni kényszerült.

### Tevékenysége 1945–1977 között
1946-ban feleségül vette Oravecz Paulát, majd belépett a Kommunista Pártba, és beválasztották a Magyar Írószövetség vezetőségébe. Sorban jelentek meg régebben ki nem adott művei: Alvilági játékok, Szemtől-szembe, Jókedv és buzgalom. A Nemzeti Színház bemutatta a Tükör című színművét (1947. március 21.), A tanúk (1948) és az Itthon című darabját (1948. január 9.). 1950-ben és 1952-ben jelent meg a Felelet című, eredetileg tetralógiának tervezett regényének I. és II. kötete. A II. kötet megjelenése után kialakult vita a dogmatikus kultúrpolitika hibáit tükrözte.
Miután elvált második feleségétől, 1955-ben házasságot kötött Kunsági Mária Erzsébettel (Böbe), ő lett Déry harmadik felesége. A következő években tovább folytatta alkotó munkáját (Simon Menyhért születése, Talpsimogató, A ló meg az öregasszony, Niki – Egy kutya története). 1956 júniusában a Petőfi köri sajtóvitában a pártvezetést egyoldalúan bíráló felszólalása után kizárták a pártból. 1956–1957 telén a Forradalmi Munkás-Paraszt Kormány ellen lépett föl, ezért 1957-ben kilencévi börtönbüntetésre ítélték. Büntetését 1961-ben felfüggesztették, majd teljes amnesztiát kapott. 1963-ban novellagyűjteménnyel (Szerelem) tért vissza az irodalmi életbe. A nyarakat a balatonfüredi Tamás-hegyi házában töltötte. Itt készült róla a Magyar Televízió 1977-ben sugárzott műsora. Tiszteletére létrehozták a Déry Tibor-díjat, amelyet először 1984-ben adtak át.

## Díjai, elismerései
- 1947-ben megkapta a Baumgarten-díjat.
- 1948-ban megkapta a Kossuth-díjat.

## Művei
- Lia – 1917

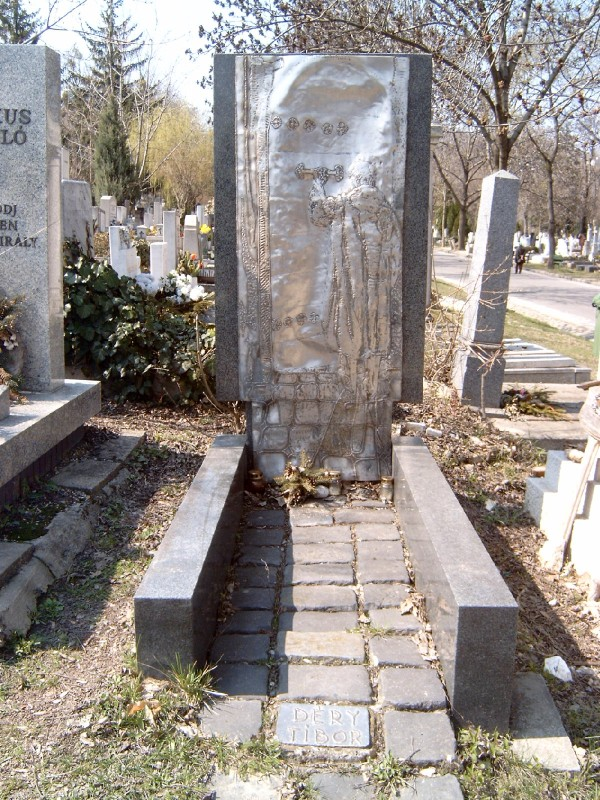
Déry Tibor sírja Budapesten. Farkasréti temető: 22-1-197. Varga Imre alkotása.

- A két nővér; Pegazus, Wien, 1921 (Kis magyar könyvek)
- A kéthangú kiáltás; Fischer, Wien, 1922
- Ló, búza, ember. Versek 1921–22; Fischer, Wien, 1922
- A Kriska. Regény; Agronomul Nyomda, Arad, 1924
- Az óriáscsecsemő – 1926
- Énekelnek és meghalnak; Genius, Budapest, 1928
- Ébredjetek fel!; Genius, Budapest, 1929
- Az éneklő szikla. Regény; Pesti Napló, Budapest, 1930 (Kék regények)
- Országúton. Regény; Athenaeum, Budapest, 1932
- Dániel Tibor: Különös árverés; Literária, Budapest, 1942 (Világvárosi regények, 905.)
- Dániel Tibor: A peches ember; Literária, Budapest, 1942 (Világvárosi regények, 911.)
- Dániel Tibor: A selyempongyola; Literária, Budapest, 1942 (Világvárosi regények, 919.)
- Verdes Pál: Áronból ember lesz; Literária, Budapest, 1942 (Világvárosi regények, 923.)[6]
- Dániel Tibor: Vikendház Gödön; Literária, Budapest, 1942 (Világvárosi regények, 927.)
- Dániel Tibor: Igenis, úrfi!; Literária, Budapest, 1942 (Világvárosi regények, 936.)
- Dániel Tibor: A belga kisasszony; Literária, Budapest, 1942 (Világvárosi regények, 944.)
- Verdes Pál: Vihar a Dunán; Literária, Budapest, 1942 (Világvárosi regények, 948.)
- A tengerparti gyár. Elbeszélés; Szikra, Budapest, 1945
- Szemtől szembe; Révai, Budapest, 1945
- Alvilági játékok; Szikra, Budapest, 1946
- Pesti felhőjáték. Szerelmi regény két villámcsapás között; Irodalmi Intézet, Budapest, 1946 (Pesti könyvtár)
- A befejezetlen mondat, 1-3.; Hungária, Budapest, 1947
- Tükör – 1947. március 21.
- Jókedv és buzgalom; Szikra, Budapest, 1948
- Itthon – 1948. január 9.
- A tanúk; Hungária, Budapest, 1948
- Felelet. A gyermekkor felelete. Regény; Révai, Budapest, 1950
- Felelet. 2. Az ifjúkor felelete. Regény; Szépirodalmi, Budapest, 1952
- Bálint elindul. Irodalmi forgatókönyv; Szépirodalmi, Budapest, 1953
- Simon Menyhért születése. Elbeszélés; Szépirodalmi, Budapest, 1953 (Új magyar elbeszélések)
- Hazáról, emberekről. Útijegyzetek; Szépirodalmi, Budapest, 1954
- A talpsimogató. Diákcsíny; bev. Abody Béla, ill. Kass János; Népszava, Budapest, 1954 (Színjátszók könyvtára)
- Két emlék; Szépirodalmi, Budapest, 1955
- Emlékeim az alvilágból; Athenaeum Nyomda, Budapest, 1955 (Békebizottságok kiskönyvtára)
- A ló meg az öregasszony. Válogatott elbeszélések; bev. Lukács György; Magvető, Budapest, 1955
- Niki. Egy kutya története; Magvető, Budapest, 1956
- Útkaparó; Magvető, Budapest, 1956
- Szerelem – 1956
- Vidám temetés és más elbeszélések; sajtó alá rend., utószó Mészáros István; Magyar Könyves Céh, London, 1960 (Magyar Könyves Céh)
- Szerelem és más elbeszélések; Szépirodalmi, Budapest, 1963
- G. A. úr X-ben. Regény; Szépirodalmi, Budapest, 1964
- A kiközösítő. Regény; Szépirodalmi, Budapest, 1966
- Az óriáscsecsemő; Magvető, Budapest, 1967
- Theokritosz Újpesten, 1-2.; Szépirodalmi, Budapest, 1967
- A kéthangú kiáltás; Szépirodalmi, Budapest, 1968
- Szembenézni. Jelenet; Magvető, Budapest, 1968
- Ítélet nincs; Szépirodalmi, Budapest, 1969
- A felhőállatok; Szépirodalmi, Budapest, 1970
- Képzelt riport egy amerikai pop-fesztiválról. Regény; Szépirodalmi, Budapest, 1971
- Alkonyodik, a bárányok elvéreznek. Kisregények; Szépirodalmi, Budapest, 1972 (Déry Tibor munkái)
- A napok hordaléka; Szépirodalmi, Budapest, 1972
- Kedves bópeer...! Regény; Szépirodalmi, Budapest, 1973[7]
- A félfülü. Rémtörténet; Szépirodalmi, Budapest, 1975
- Újabb napok hordaléka; Szépirodalmi, Budapest, 1975
- A felhőállatok. Válogatott versek, 1-2.; 2., bőv. kiad.; Szépirodalmi, Budapest, 1976 (Déry Tibor munkái)
- Kyvagiokén; Szépirodalmi, Budapest, 1976
- Színház; Szépirodalmi, Budapest, 1976 (Déry Tibor munkái)
- A gyilkos és én. Kisregények; Szépirodalmi, Budapest, 1977 (Déry Tibor munkái)
- Niki. Kisregények; Szépirodalmi, Budapest, 1977 (Déry Tibor munkái)
- Botladozás. Összegyűjtött cikkek, tanulmányok, 1-2.; összeáll., szerk. Réz Pál; Szépirodalmi, Budapest, 1978 (Déry Tibor munkái)
- Az ámokfutó. Déry Tibor illusztrált verse / Der Amokläufer. Ein illustriertes Gedicht von Tibor Déry; Múzsák Közművelődési Kiadó–Petőfi Irodalmi Múzeum, Budapest, 1985
- Vendéglátás. Novellák; vál., utószó Ágoston Vilmos; Kriterion, Bukarest, 1986
- Képzelt riport egy amerikai popfesztiválról. Regény / Joel Rosenman–John Roberts–Robert Pilpel: Fiatalemberek korlátlan tőkével. A legendás woodstocki fesztivál igaz története, amelyet az a két fiatalember mond el, akik a számlákat fizették; utószó Juhász Tamás, ford. Lehel Zoltán; Népszava, Budapest, 1988 (Híres könyvek)
- Börtönnapok hordaléka. Önéletrajzi jegyzetek, 1958 / függelék: Válogatás Déry Tibor írásaiból, kiadatlan beszédeiből, 1954–1956; előszó, jegyz., sajtó alá rend. Botka Ferenc; Múzsák, Budapest, 1989 (Irodalmi múzeum)
- Válogatott versek, kisregények, novellák; vál., szöveggond., jegyz. Réz Pál munkája; Szépirodalmi, Budapest, 1991 (Magyar remekírók)
- Sirályháton; szöveggond., utószó Botka Ferenc; Balassi, Budapest, 1993
- Két asszony; Ciceró, Budapest, 1994
- Három asszony. Déry Tibor levelezése Pfeiffer Olgával, Oravecz Paulával és Kunsági Máriával; sajtó alá rend. Botka Ferenc; PIM, Budapest, 1995 (Déry archívum)
- Lia. Korai elbeszélések, 1915–1920; sajtó alá rend. Botka Ferenc; PIM, Budapest, 1996 (Déry archívum)
- Kék üvegfigurák. Elbeszélések 1921–1929, versek 1916–1937; sajtó alá rend. Botka Ferenc; PIM, Budapest, 1998 (Déry archívum)
- Knockout úr útijegyzetei. Elbeszélések, 1930–1942; sajtó alá rend. Botka Ferenc; német nyelvű elbeszélések ford. Doromby Károly, Eörsi István, Tandori Dezső; PIM, Budapest, 1998 (Déry archívum)
- "Liebe Mamuskám!". Déry Tibor levelezése édesanyjával; sajtó alá rend. Botka Ferenc, német nyelvű levelek ford. Schulcz Katalin; Balassi–Magyar Irodalmi Múzeum, Budapest, 1998 (Déry archívum)
- Különös árverés. Regények, 1920–1942; sajtó alá rend. Botka Ferenc; PIM, Budapest, 1999 (Déry archívum)
- A portugál királylány. Elbeszélések; vál., utószó Réz Pál; Jelenkor, Pécs, 1999 (Millenniumi könyvtár)
- Sorsfordító évek X.-ben. Kihallgatási jegyzőkönyvek, periratok, börtönírások, interjúk és egyéb művek, 1957–1964; sajtó alá rend. Botka Ferenc, ford. Csala Károly; PIM, Budapest, 2002 (Déry archívum)
- Szép elmélet fonákja. Cikkek, művek, beszédek, interjúk, 1945–1957; sajtó alá rend. Botka Ferenc; PIM, Budapest, 2002 (Déry archívum)
- Barátságos pesszimizmussal. "A jövőben nem bízom, menetirányunk rossz". Cikkek, művek, beszédek, interjúk, 1965–1977; sajtó alá rend. Botka Ferenc; PIM, Budapest, 2003 (Déry archívum)
- A Halál takarítónője a színpadon. Cikkek, nyilatkozatok, jegyzetek 1921–1939. Die glückliche Familie; sajtó alá rend. Botka Ferenc, ford. Schulcz Katalin, Seres Hajnalka; PIM, Budapest, 2004 (Déry archívum)
- Déry Tibor levelezése (1901–1960, 6 db); közread. Botka Ferenc; Balassi–PIM, 2006–2011 (Déry archívum)